# Milanković-cykler
Milanković-cykler (eng.: Milankovitch cycles) er betegnelsen for de klimatiske forandringer der sker på Jorden, på grund af ændringer i Jordens aksehældning, dens nutation, dens præcession og Jordbanens (beskedne) excentricitet , med de ændringer i solindstrålingen det forårsager. Tilsammen medfører dette en overlappende, tredobbelt cyklus på ca. 100.000, ca. 41.000 og ca. 23.000 år mellem istider på Jorden. Fænomenet er opkaldt efter den serbiske ingeniør og matematiker Milutin Milanković.

## Teoriens historie
Milanković beskrev sin teori i tre korte artikler så tidligt som 1912-14, men eftersom de blev offentliggjort på serbisk i et serbisk tidsskrift, blev hans teori ikke bemærket af andre forskere. Først da Milanković sent i 1920'erne kom i kontakt med Alfred Wegener, blev den kendt i en videre kreds.

Wegener gjorde Milanković opmærksom på, at det mest følsomme område for variationer i solindstrålingen var omkring 65° nordlig og sydlig bredde, hvor selv små ændringer i temperatur var bestemmende for, om sne og is smeltede eller forblev permanent frossen, hvorimod temperaturen på de af Milanković beregnede breddegrader 45° (altid kun is om vinteren) og 75° (permanent isdække) kun havde en ubetydelig indflydelse på klimaet.

Milankovićs teori blev kendt i videre kredse, da hans bog Kanon der Erdbestrahlungen und seine Anwendung auf das Eiszeitenproblem udkom (på tysk) i 1941 i Beograd.

Milankovićs teori kom i modvind senere i 1940'erne, fordi de på daværende tidspunkt kendte data ikke stemte med hans beregninger.

## Teorien anerkendes igen
Imidlertid blev indsigten i klimatiske svingninger forøget, idet

1955 opdagede C. Emiliani at nyindvundne målinger stemte godt overens med Milankovićs beregninger.

1956 gennemførte Erickson et al. en præcis datering af strandvoldene på Barbados og deres alder passede præcis med Milankovićs teori.

1969 offentliggjorde Kukla dateringer af löss på grundlag af urans henfald til thorium, og også denne datering stemte præcis med Milankovićs teori.

1969 viste palæomagnetiske dateringer af lange borekerner af havbundssedimenter sig at passe med Milankovićs teori.

1971 offentliggjorde J. Imbrie og Kipp, derefter i 1974 Hays et al. klimamodeller på grundlag af solindstrålingen nær 45° nordlig bredde, i overensstemmelse med Milankovićs teori.

1978 offentliggjorde Alfred Berger endelig genberegnede og mere præcise formler for ændringer i solindstrålingen.

Disse fremskridt medførte, at Milanković (igen) blev anerkendt som ophavsmand til den bedste teori om klimaændringer som følge af variationer i solindstrålingen.

## Forløbere for Milankovićs teori
James Croll (1821-1890) beskrev allerede i 1864, hvorledes der kunne være sammenhæng istider og variationer i Jordens baneelementer. Senere, i 1875, udvidede Croll sin teori med virkningen af jordaksens hældning. Blandt kendere betegnes teorien derfor Croll-Milanković-teorien. Croll, som var pedel og arkivar, blev senere udnævnt til æresdoktor for sin indsats.
Endnu tidligere, i 1842, havde J.A. Adhémar foreslået at forklare istidsklima med jordaksens præcession, hvilket dog var helt utilstrækkeligt til at give en sammenhængende forklaring.